# Cophyla occultans
Cophyla occultans es una especie  de anfibios de la familia Microhylidae. Es endémica del norte de Madagascar, donde habita selvas tropicales y zonas de cultivo y degradadas hasta los 1200 m s. n. m. Es una especie arbórea y se cree que se repoduce en agujeros de los árboles.